# Gérard Blaize
Gérard Blaize (Tolosa de Llenguadoc el 17 d'agost de 1946) és un professor d'Aikido, Jodo, i Bojutsu.
El seu primer contacte amb les arts marcials va ser amb en Pierre Brousse, el seu primer professor de judo i aikido. Visqué durant cinc anys i mig al Japó, practicant principalment a l'aikikai de Tòquio, on els seus professors foren el 2n doshu Kishomaru Ueshiba i Seigo Yamaguchi. El 1975 va conèixer n'Hikitsuchi Michio, seguint des d'aleshores el seu ensenyament, tant en Aikido com en bojutsu. Durant aquests anys també va estudiar jodo amb Shigenobu Matsumura.
El 26 d'abril de 1995, a petició del seu mestre Hikitsuchi Michio, el Doshu Kishomaru Ueshiba li va atorgar el 7è Dan d'Aikido, essent el primer no japonès que el va obtenir. Va anar per primera vegada a Balears el 1989.
Actualment imparteix el seu ensenyament a diversos llocs d'Europa , Asia i Amèrica.

El 12 de gener de 2025 va rebre el 8è Dan de mans del Doshu Moriteru Ueshiba

## Graus
- 8è Dan d'Aikido Aikikai
- 7è Dan de Jodo, Shindo Muso Ryu Jo Jutsu
- 5è Dan de Bojutsu, Masakatsu Bo Jutsu